# Mattias Areskog
Mattias Holger Areskog, född 30 december 1973 i Linköpings församling, Östergötlands län, är en svensk journalist, musiker, låtskrivare och producent. Han har spelat i banden Brothers of End, Consequences, Friska Viljor, Areskog & Bergqvist samt med artister som Marit Bergman, Anna Ternheim och Mattias Hellberg. 2021 släppte han sin första skiva i eget namn, Bashjärta, på Malmö Inre. 

## Musikkarriär
Under större delen av 2000-talets första decennium spelade Areskog bas i Marit Bergmans band på såväl turnéer som inspelningar från debuten 3.00 A.M. Serenades (2003) till The Tear Collector (2009). Han medverkade även som basist och medproducent på Anna Ternheims hyllade debutalbum Somebody Outside (2004). 
2006 bildade han bandet Brothers of End tillsammans med barndomsvännerna Bengt Lagerberg och Lars Olof Johansson Ståle från The Cardigans. Gruppen har spelat in tre skivor, som höjts till skyarna av kritiker både i Sverige och utomlands för sin långsamma och drömska pop. ”Som ett Jayhawks på fyrahundrafemtio gram Sobril. Teenage Fanclub utan el. Ett utfestat Velvet Underground på yllefiltar och med tolvsträngade gitarrer när solen stiger som guld över Laurel Canyon”, skrev Dagens Nyheter om debutskivan The End (2009).
Tillsammans med trummisen Markus Bergqvist bildade han bandet Areskog & Bergqvist, som 2018 gav ut albumet Slutstationen, där duon med svenska texter vävde samman politik, musik och känslor. ”De allvarsamma texterna är fulla av människoöden, en del mörka och vardagstragiska och några hoppfulla, och de är berättade med en värme och närhet som skvallrar om att Mattias Areskog är journalist i det civila. Han sjunger dessutom med en känslig vekhet som påminner om Ulf Sturesons eller John Holms”, skrev Patrik Forshage i Nöjesguiden om duons debutalbum.
Areskog har även agerat låtskrivare och producent på två skivor med Mattias Hellberg. Albumet Gurimolla belönades med pris i kategorin årets singer-songwriter på Manifestgalan 2014, med motiveringen: ”Med albumet Gurimolla! har Hellberg och låtskrivarkollegan Mattias Areskog tillsammans med vännerna i kompbandet The Fur Heads fångat essensen av hans oändliga tripp i en rad känsligt soulfyllda, lätt afrobeatvarma rocksånger som hyllar hans kärlek till musik.”
2021 släpper Areskog sitt debutalbum som soloartist, Bashjärta, på skivkollektivet Malmö Inre. Han har även medverkat på skivor och spelningar med artister som Friska Viljor, Frida Hyvönen, Cecilia Nordlund och Lotta Wenglén.

## Diskografi

### Som låtskrivare/producent
- Consequences - Consequences (2006)
- The End - Brothers of End (2009)
- High in the lowlands - Mattias Hellberg (2011)
- Mount Inside - Brothers of End (2011)
- Gurimolla - Mattias Hellberg (2013)
- Shakers Love - Brothers of End (2014)
- Slutstationen - Areskog & Bergqvist (2018)
- Bashjärta - Mattias Areskog (2021)

### Som musiker
- 3.00 A.M. Serenades - Marit Bergman (2003)
- Somebody Outside - Anna Ternheim (2004)
- Baby Dry Your Eye - Marit Bergman (2004)
- Until Death Comes - Frida Hyvönen (2005)
- I Think Tt’s A Rainbow - Marit Bergman (2006)
- Bravo - Friska Viljor (2006)
- The Tear Collector - Marit Bergman (2009)
- My Name Is Friska Viljor - Friska Viljor (2015)